# Fraissé-des-Corbières
Fraissé-des-Corbières , es una localidad  y comuna francesa, situada en el departamento del Aude en la región de Languedoc-Rosellón y en la región natural de las Corbières.
A sus habitantes se les conoce por el gentilicio Fraissiens.

## Demografía
| 289 | 229 | 222 | 224 | 198 | 169 |
| Para los censos de 1962 a 1999 la población legal corresponde a la población sin duplicidades (Fuente: INSEE [Consultar]) |     |     |     |     |     |